# الشاهد البوشيخي
الشاهد بن محمد البوشيخي (مواليد سنة 1945) أكاديمي ولغوي مغربي.

## مسيرته[1]

### مولده وتعليمه
وُلد الشاهد البوشيخي سنة 1945  بدوار الحريشة، قرية با محمد. حاصل على شهادة الأدب من كلية الآداب بفاس سنة 1967، وشهادة فقه اللغة من كلية الآداب بفاس، وشهادة الحضارة الإسلامية من كلية الآداب بفاس سنة 1968، ودبلوم الدراسات العليا (ماجستير) في النقد الأدبي (الدراسة المصطلحية) سنة 1977، ودكتوراه الدولة في النقد الأدبي (الدراسة المصطلحية) سنة 1990. 

### مناصبه
شغل منصب أستاذ محاضر بكلية الآداب والعلوم الإنسانية بفاس، كما تقلّد عدة مناصب في مجموعة من المؤسسات والمعاهد والمجلات. 

## من مؤلفاته
- مشروع المعجم التاريخي للمصطلحات العلمية
- نظرات في المصطلح والمنهج
- نحو تصور حضاري للمسألة المصطلحية
- القرآن الكريم والدراسة المصطلحية
- نحو معجم تاريخي للمصطلحات القرآنية المعرفة
- نظرات في قضية المصطلح العلمي في التراث
- جهود معهد الدراسات المصطلحية في خدمة السنة المشرفة - نموذج: مشروع المعجم التاريخي للمصطلحات الحديثية المعرفة
- مصطلح الأمة بين الإقامة والتقويم والاستقامة
- نظرات في تعريب العلوم الصحية وأهمية المصطلح الصحي في التراث
- نظرات في المصطلح والمنهج
- نحو معجم تاريخي للمصطلحات القرآنية المعرفة
- القرآن الكريم طبيعته ووظيفته
- الهداية إلى بلوغ النهاية (أصل هذا الكتاب مجموعة رسائل علمية تحت إشراف الدكتور الشاهد البوشيخي)
- مصطلحات نقدية وبلاغية في كتاب البيان والتبيين للجاحظ
- مصطلحات النقد العربي لدى الشعراء الجاهليين والإسلاميين: قضايا ونماذج
- القرآن والإنسان أية علاقة ؟
- شروط الانتفاع بالقرآن الكريم
- مظاهر تكريم الإنسان في القرآن الكريم

## من مقالاته
- مفهوم الأمن في القرآن الكريم
- المنهج مشكلة أمتنا الأولى!
- مفهوم الحياة في القرآن الكريم
- المسلمون بين الشدائد والبشائر
- الشاهد البوشيخي في تجديد الفهم للمصطلح القرآني
- الشاهد البوشيخي يؤسِّسُ منهجاً قرآنيا لفقه واقع الأمة، وتجديد حياتها!
- نظرات في مفهوم الحوار في القرآن الكريم
- مظاهر التكريم الإلهي لبني الإنسان
- الهُدى المنهاجي في القرآن الكريم
- الهوية الإسلامية في ضوء العولمة
- نظرات في المصطلح والمنهج
- المضامين التنموية للثقافة الإسلامية
- التعليم الشرعي ضرورة تنموية
- أولويات البحث العلمي في الدراسات القرآنية
- الإنسان، خُلُق وعمل
- مفهوم الحياة في القرآن الكريم
- المسلمون بين الشدائد والبشائر